# (5127) Bruhns
(5127) Bruhns es un asteroide perteneciente al cinturón de asteroides, descubierto el 4 de febrero de 1989 por Eric Walter Elst desde el Observatorio de La Silla, Chile.

## Designación y nombre
Designado provisionalmente como 1989 CO3. Fue nombrado Bruhns en honor organista y compositor alemán Nicolaus Bruhns, nacido en Schwabstedt, cerca de Husum (Schleswig en el norte de Alemania), como descendiente de una antigua familia de músicos.

## Características orbitales
Bruhns está situado a una distancia media del Sol de 2,376 ua, pudiendo alejarse hasta 2,742 ua y acercarse hasta 2,011 ua. Su excentricidad es 0,153 y la inclinación orbital 6,166 grados. Emplea 1338,39 días en completar una órbita alrededor del Sol.
El próximo acercamiento a la órbita terrestre se producirá el 19 de diciembre de 2092.

## Características físicas
La magnitud absoluta de Bruhns es 14,2.